# Immersion (Mikroskopie)

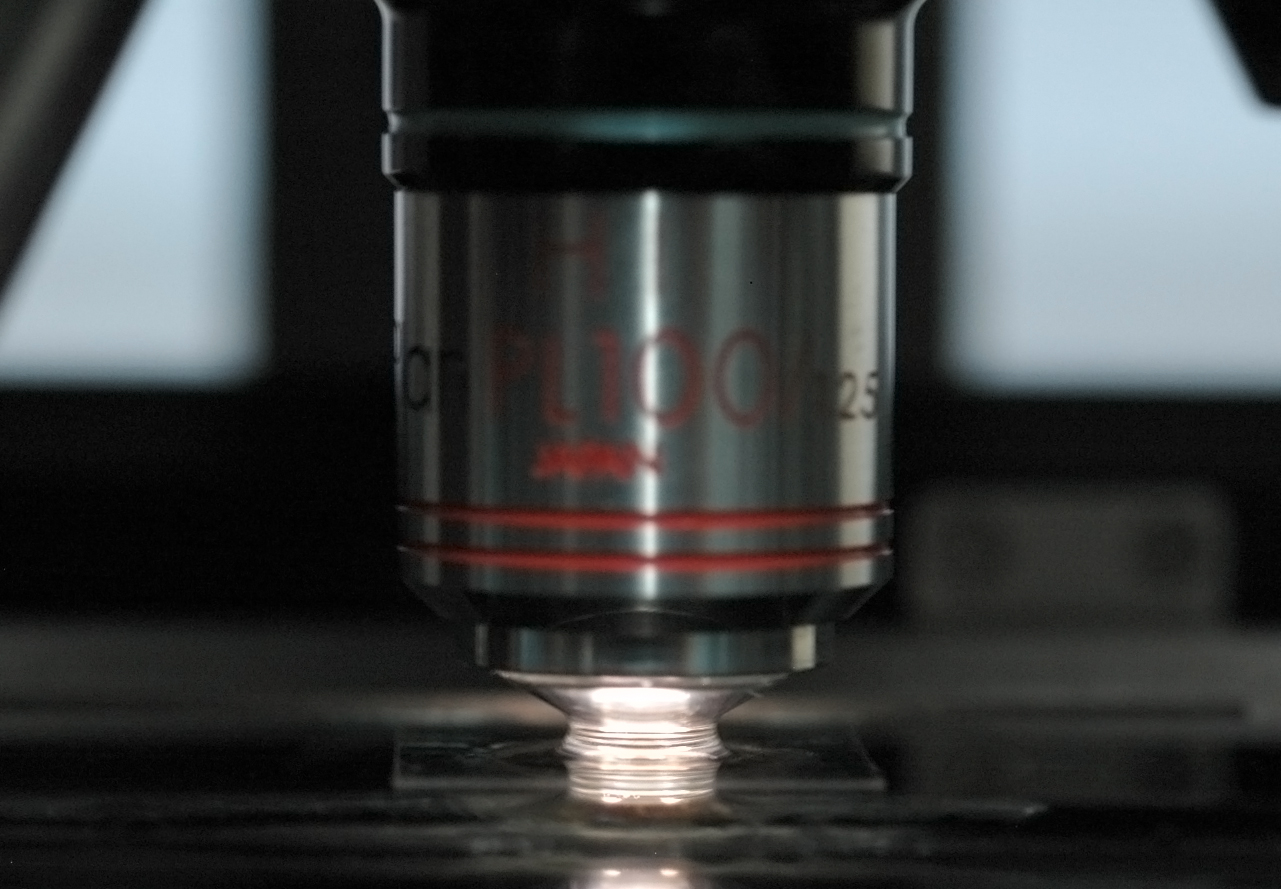
Immersionsobjektiv im Einsatz

Immersion (lateinisch immersio, ‚Eintauchen‘, ‚Einbetten‘) bezeichnet in der Lichtmikroskopie ein Verfahren, bei dem zwischen das Objektiv und das Präparat eine Immersionsflüssigkeit (Einbettungsflüssigkeit) eingebracht wird, typischerweise Immersionsöl, Wasser oder Glycerin. Manchmal wird zusätzlich auch ein Kondensor mit Immersion eingesetzt.

## Gründe für den Einsatz von Immersion
Immersion wird mit verschiedenen Zielsetzungen eingesetzt.
- Um die erzielbare Auflösung zu steigern. Hierzu dienen besonders hochauflösende Öl-Immersions-Objektive, beispielsweise mit Vergrößerungen zwischen 60- und 100-fach und hoher numerischer Apertur.
- Um lebende Zellen oder Gewebe zu beobachten, die von wässrigen Lösungen umgeben sind. Hier kann Wasserimmersion mit eintauchenden Objektiven verwendet werden, so dass ein Austrocknen des Präparats vermieden wird.
- Zur Unterdrückung von kontrastsenkenden Reflexionen durch Vermeidung von Brechungsindex-Wechseln an Luft-Wasser- oder Luft-Material-Grenzen. Dieser Aspekt spielt in der Auflichtmikroskopie sowohl bei der Beobachtung lebender Objekte mit Eintauchobjektiven eine Rolle als auch bei der Untersuchung von Erzen und Kohlen. Bei letzterer finden auch Öl-Immersions-Objektive mit geringer Vergrößerung wie 2,5-fach Anwendung.

## Steigerung der Auflösung

### Funktionsprinzip

Prinzip der Auflösungssteigerung mit Immersionsmedium. Linke Seite Strahlengang mit Immersionsmedium (gelb), rechts ohne. Lichtstrahlen (schwarz) die vom Objekt (rot) kommen, und durch das Deckglas (orange, wie der Objektträger unten) treten, werden in einem bestimmten Winkelbereich nur dann vom Objektiv (dunkelblau) aufgefangen, wenn durch ein Immersionsmedium eine Brechung am Übergang vom Deckglas zur Luft verhindert oder zumindest verringert wird.

Die erzielbare Auflösung eines Objektivs und damit des ganzen mikroskopischen Systems hängt von seinem effektiven Öffnungswinkel ab: Je mehr Licht aufgefangen werden kann, das aus verschiedenen Richtungen das Präparat durchquert hat, desto größer ist der summierte Informationsgehalt und desto besser ist die erzielbare Auflösung. Diese wird für ein Objektiv als numerische Apertur (NA) angegeben. Die NA ist durch den Öffnungswinkel des Objektives und den Brechungsindex n des Mediums zwischen Objektiv und Präparat definiert.
{\displaystyle {\text{NA}}=n\cdot \sin \alpha }
{\displaystyle \alpha } : halber Öffnungswinkel
{\displaystyle n} : Brechungsindex des Immersionsmediums bzw. von Luft.
Da Materialien in der Regel einen wellenlängenabhängigen Brechungsindex (Dispersion) aufweisen, wird zur einfacheren Beschreibung meist nur der Brechungsindex bei einer bestimmten Wellenlänge angegeben. Dies sind typischerweise ne, der Wert bei 546,1 nm (Quecksilber-e-Linie), oder nD, bei 589,3 nm (Natrium-D-Linie).
Beispiele:
- Luft: nD = 1,000293.
- Wasser: ne = 1,33.
- Glycerin: n = 1,47.
- Standard-Immersionsöl von Zeiss: ne = 1,5180, nD = 1,5151.
- Zum Vergleich: Deckglas-Glas: ne = 1,5255, nD = 1,5230.

Luft hat einen niedrigen Brechungsindex von näherungsweise 1. Wenn Licht aus wässrigen oder eingebetteten biologischen Präparaten in Luft übertritt, wird es daher durch die auftretende Brechung von der optischen Achse weggelenkt. Bei der Verwendung eines Deckglases tritt der gleiche unerwünschte Effekt am Übergang vom Deckglas zur Luft auf. Der Teil des Lichts, der so stark abgelenkt wurde, dass er vom Objektiv nicht mehr aufgefangen werden kann, ist für die Mikroskopie verloren und mit ihm sein Informationsgehalt.
Beim Mikroskopieren wird das Objekt meist mit einem Deckglas zugedeckt. Das Licht des Gegenstandes wird zuerst beim Übergang ins Deckglas gebrochen und dann nochmals beim Übergang in den Zwischenraum zwischen Deckglas und Objektiv. Beim zweiten Übergang kann es zur Totalreflexion kommen, wenn der Zwischenraum mit einem optisch dünneren Medium als Glas gefüllt ist. Die Menge an Licht, die ins optische System gelangt, wird dann vermindert. Durch Verwendung eines Immersionsöls, das etwa denselben Brechungsindex wie Glas hat, kann Totalreflexion vermieden werden.
Immersionsmedien haben einen deutlich höheren Brechungsindex als Luft, so dass die beschriebene unerwünschte Brechung weg von der optischen Achse nicht oder zumindest weniger stark auftritt. Mehr Licht und damit mehr Information kann vom Objektiv aufgefangen werden. Die Auflösung verbessert sich. Die Auflösungsgrenze, das heißt die kleinste auflösbare Struktur, kann beispielsweise nach dem Rayleigh-Kriterium bestimmt werden, welches zum Beispiel bei der Fluoreszenzmikroskopie Anwendung findet (siehe auch Auflösung (Mikroskopie)):
{\displaystyle d_{\mathrm {min} }={\frac {0{,}61\cdot \lambda }{\text{NA}}}}
{\displaystyle \lambda } : Wellenlänge des verwendeten Lichts.
Die Auflösung hängt über die Numerische Apertur des verwendeten Objektivs vom Brechungsindex des Immersionsmediums ab. In der angegebenen Formel entspricht d dem Abstand, den zwei punktförmige, fluoreszierende Strukturen, die beide in der Schärfeebene (xy-Ebene) liegen, mindestens haben müssen, um als getrennte Strukturen aufgelöst werden zu können. Entlang der optischen Achse (z-Richtung) ist die Auflösung schlechter.

### Beispiel
Trockenobjektive, also solche ohne Immersion, erreichen wegen des Brechungsindex von Luft maximal eine theoretische NA von 1 (bei sin α = 1, entsprechend einem Öffnungswinkel 2α von 180°) und praktisch eine NA von 0,95 (Öffnungswinkel 144°).
Bei einem Ölimmersionsobjektiv mit einer Numerischen Apertur NA = 1,4 für Immersionsöl mit einem Brechungsindex 1,518 gilt: 1,4 = 1,518 · sin α. Daraus folgt der Öffnungswinkel 2α mit 134°.
Für das genannte Trockenobjektiv mit NA = 0,95 ergibt sich bei 500 nm Wellenlänge nach dem Rayleigh-Kriterium bei Fluoreszenzmikroskopie eine maximale Auflösung von 0,61 · 500 nm / 0,95 = 321 nm. Für das beschriebene Ölimmersionsobjektiv NA = 1,4 ergibt sich dagegen 0,61 · 500 nm / 1,4 = 217 nm. Wie erwähnt ist die in diesem Beispiel gewählte NA = 0,95 die maximal mögliche für Trockenobjektive. Bei einer NA von 0,5 des Objektivs würde sich ergeben: 0,61 · 500 nm / 0,5 = 610 nm.

## Immersionsöle
Ab dem 19. Jahrhundert wurde für die Ölimmersion Zedernholzöl eingesetzt. Über Eindicken können höhere Brechungsindices erreicht werden. An der Luft verharzt es jedoch.
Heute finden weitgehend synthetische Öle Verwendung, die nicht hart werden. Standardöle haben einen Brechungsindex von 1,5180 (bei 546,1 nm Wellenlänge) und liegen damit dicht am Brechungsindex von Deckgläsern (1,5255). Ölimmersionsobjektive sind so berechnet, dass sie mit solchen Ölen und einem Deckglas der richtigen Dicke die maximale Auflösung erreichen.
Für bestimmte Anwendungen gibt es jedoch auch Immersionsöle mit abweichenden Brechungsindizes, beispielsweise von 1,30–2,11. In besonderen Fällen können Öle mit hohem und niedrigem Brechungsindex gemischt werden, um einen benötigten Brechungsindex genau zu erreichen.
Bei der Fluoreszenzmikroskopie muss darauf geachtet werden, dass das verwendete Öl keine Eigen-Fluoreszenz hat. Ein „F“ in der Typenbezeichnung deutet darauf hin, dass es für die Fluoreszenzmikroskopie geeignet ist.

## Geschichte
Bereits im 1678 erschienenen Buch „Microscopium“ von Robert Hooke wurde die Anwendung von Immersionsflüssigkeit diskutiert, um den Brechungsindex des optischen Wegs zu vereinheitlichen und dadurch klarere und hellere Bilder zu erzielen. Weitere Erwähnungen der Immersionsmikroskopie finden sich 1812 bei David Brewster und um 1840 bei Giovanni Battista Amici. Amici baute Objektive zum Gebrauch mit Anisöl, das einen Brechungsindex ähnlich dem von Glas hat. Er tat dies, um die chromatische Aberration seines Systems zu verringern. Da Objektträger zu dieser Zeit sehr kostspielig waren, setzte sich Ölimmersion jedoch zunächst nicht durch und Amici wechselte zu Wasserimmersion. 1853 baute er ein erstes Wasserobjektiv, das er 1855 in Paris vorstellte.
1858 baute Robert Tolles (1822–1883) ein Objektiv mit austauschbarer Frontlinse: Eine zur Verwendung mit Wasserimmersion und eine weitere für trockene Beobachtungen. 1873 baute er ein sehr bekannt gewordenes „1/10 Objektiv“. 1859 stellte Edmund Hartnack sein erstes Wasserimmersionsobjektiv vor, in das er erstmals einen Korrekturring einbaute. Seine Immersionsobjektive galten als die besten seiner Zeit, er konnte in den folgenden fünf Jahren etwa 400 Exemplare verkaufen.
Ernst Gundlach (1834–1908) stellte 1867 bei der Weltausstellung in Paris ein erstes Glycerin-Immersionsobjektiv vor, um ein Immersionsmedium mit höherem Brechungsindex als Wasser verwenden zu können.
Tolles führte 1871 Kanadabalsam als Immersionsmedium ein, da er entdeckte, dass es den gleichen Brechungsindex hat wie Kronglas, das für Linsen verwendet wurde. 1873 baute er ein Drei-Linsen-Objektiv für „homogene Immersion“ mit Balsam, das eine numerische Apertur von 1,25 erreichte. Homogene Immersion bedeutet, dass sich der Brechungsindex zwischen Kondensor, Präparat und Objektiv nicht ändert, dass er also für die verwendeten Gläser und für die Immersionsflüssigkeit gleich ist. Fast gleichzeitig stellte er auch ein Glycerinobjektiv vor, das eine numerische Apertur von 1,27 erreichte.
Ab 1877 stellte Carl Zeiss Objektive für homogene Immersion her, die von Ernst Abbe entworfen wurden. 1878 veröffentlichte Abbe einen Artikel in der Zeitschrift der Royal Microscopical Society, in dem er die entsprechende Optik beschrieb und darauf hinwies, dass homogene Immersion die maximale theoretisch erreichbare Apertur ermöglichte.